# Eliecer Padrón
Eliecer Padrón ist ein ehemaliger kubanischer Radrennfahrer.

## Sportliche Laufbahn
Padrón war im Straßenradsport und im Bahnradsport aktiv. Er hatte seinen größten internationalen Erfolg bei den Zentralamerika- und Karibikspielen. 1986 in Santiago de los Caballeros war er mit dem Bahnvierer Kubas mit Julián Díaz, Antonio Quintero und Rubén Companioi in der Mannschaftsverfolgung erfolgreich. Bei den Panamerikanischen Spielen 1983 in Caracas hatte er in dieser Disziplin mit Rubén Companioni, José Hernández und Antonio Quintero die Silbermedaille gewonnen. Auf der Straße bestritt er mehrfach die Kuba-Rundfahrt.